# پشت‌صحنه (فیلم ۱۹۰۸)
پشت‌صحنه (انگلیسی: Behind the Scenes) فیلمی در ژانر درام به کارگردانی دیوید وارک گریفیث است که در سال ۱۹۰۸ منتشر شد.

## بازیگران
- فلورنس لورنس
- گلادیس اگان
- جورج گبهارت
- رابرت هرون
- چارلز اینسلی
- جورج نیکولز
- مک سنت
- کیت بروس